# Tal-su Kim
Pour les articles homonymes, voir Kim.
Tal-su Kim (Kanji/Hanja: 金 達寿, jpn-cor. Kimu Darusu/Tarusu ou japonais Kin Tatsuju; 27 novembre 1919 à Keishō-nandō, province de Chōsen, Empire du Japon (aujourd'hui : Gyeongsang du Sud en Corée du sud) - 24 mai 1997, est un écrivain japonais d'origine coréenne.
Kim arrive au Japon vers 1929/30 à l'âge de 10 ans. Après la mort de son père, il est contraint pour financer sa scolarité de travailler comme vendeurs de nourriture et éboueur. Pendant la Seconde Guerre mondiale, il travaille comme journaliste pour le magazine Kanagawa shinbun.

## Ouvrages
- Kimu Tarusu, Nishino Tatsukichi shuu, 1969
- Waga bungaku, 1976
- Waga minzoku, 1976
- Waga bungaku to seikatsu, 1998
- Minaosareru kodai no Nihon to Chōsen, 1994
- Ilbon sok umit Bogeni Han'guk munhwa, 1986
- Kodai Nihon to Chōsen bunka, 1984
- Kimu Tarusu shōsetsu zenshū, 1980
- Kodai Nitchō kankei shi nyūmon, 1980
- Rakushō, 1979
- Shōsetsu zainichi Chōsenjinshi, 1975
- Nihon no naka no Chōsen bunka, 1970
- Taihaku Sanmyaku, 1969
- Chōsen : minzoku, rekishi, bunka, 1958
- Fuji no mieru mura de, 1952
- Hanrangun, 1950